# Сикоев, Асланбек Черменович
Асланбе́к Черме́нович Сико́ев (род. 11 марта 1995, Владикавказ) — российский футболист, нападающий.

## Биография
Воспитанник осетинского футбола, также в молодости выступал в резервных командах казанского «Рубина». Его профессиональный дебют состоялся 24 апреля 2015 года, когда в составе подольского «Витязя», вышел на замену в матче против «Тамбова» в ПФЛ. Затем играл в ПФЛ за «Аланию» и второй состав тульского «Арсенала».
Дебютировал в российской Премьер-лиге 18 июля 2017 года в составе «Арсенала» в матче против московского «Локомотива», выйдя на замену на 75-й минуте игры вместо Федерико Расича. Всего в сезоне 2017/18 сыграл 4 матча в премьер-лиге, по окончании сезона покинул клуб. В марте 2019-го стал игроком могилёвского «Дняпро».
Также выступает в медиафутболе. Играл за Broke Boys, в мае 2023 года перешёл в Fight Nights.